# Histoire de la Moselle
1790–1871
(81 ans)
1919–1940
(21 ans)
1944 – en cours
(81 ans)
Entités précédentes :
- Royaume de France (Lorraine-et-Barrois, Trois-Évêchés)
- Comté de Sarrewerden
- Empire allemand (district de Lorraine)
- Conseil national d'Alsace-Lorraine
- Conseils d'ouvriers et de soldats en Alsace-Lorraine
- Reich allemand (CdZ-Gebiet Lothringen)

Entités suivantes :
- Royaume de Prusse (grand-duché du Bas-Rhin)
- Royaume de Bavière (district du Palatinat)
- Empire allemand (district de Lorraine)
- Reich allemand (CdZ-Gebiet Lothringen)

L'histoire de la Moselle est celle du département français de la Moselle, créé le 4 mars 1790 en application de la loi du 22 décembre 1789 et du décret du 8 janvier 1790. Son territoire est en partie issu de la province des Trois-Évêchés et du grand-gouvernement de Lorraine-et-Barrois. 
Région stratégique en partie germanophone, le traité de Francfort attribue la plus grande partie du département à l'Empire allemand en 1871. Devenue le district de Lorraine (en allemand : Bezirk Lothringen), la Moselle est recréé à l'issue de la Première Guerre mondiale lors de son rattachement à la France tout en conservant certaines particularités législatives.
Annexée de facto par l'Allemagne nazie en 1940, elle réintègre le territoire français à la Libération en 1944. Elle est incluse dans la région Lorraine entre 1956 et 2015. La Moselle fait actuellement partie de la région Grand Est.

## Avant la Révolution
Dans l'Antiquité, la Moselle était située sur la terre des Médiomatriques, un peuple gaulois, dont la capitale était Metz, appelée à l'époque Divodurum Mediomatricorum.
Espace de transition entre les mondes romans et germaniques, les territoires qui constituent l'actuelle Moselle ont été partie intégrante du Saint-Empire romain germanique jusqu'au XVe siècle. Comme le reste de la Lorraine, des Trois-Évêchés, comme l'Alsace et la Franche-Comté elle est ensuite entrée dans l'orbite du royaume de France.
Avant la Révolution française, l'histoire des territoires du futur département de la Moselle est intimement liée non seulement à l'histoire de la Lorraine, mais aussi à celle des Trois-Évêchés et partiellement à celle du Luxembourg (qui est liée à celle des Pays-Bas espagnols puis autrichiens), ainsi qu'à celle des comtés de Sarrebruck et de Deux-Ponts.

## Préliminaires de création
Lorsqu'il fut question en 1790 de diviser l'ancien duché de Lorraine en départements, plusieurs députés Lorrains ont défendu l'idée de créer un département de "Lorraine allemande" (dont une grande partie de l'actuelle Moselle aurait fait partie) avec pour chef-lieu Saint-Avold ou Sarreguemines, dans le but de regrouper la zone germanophone de Lorraine en un seul bloc et d'éviter les problèmes linguistiques, par exemple, sur le plan administratif. En effet, lors de la séance de l'Assemblée du 8 janvier 1790, le litige principal portait sur le fait de savoir si la Lorraine allemande serait tout entière dans un seul département. Et, si tel avait été le cas, ça aurait conduit à réunir Metz et Verdun dans un même département, chose qui ne plaisait pas aux députés Verdunois.

Finalement, ce projet ne fut pas retenu pour raisons diverses et une partie de la Lorraine germanophone se retrouva dans le Nord-Est de la Meurthe (Albestroff, Fénétrange, Sarrebourg, Phalsbourg).

## Langue
Dans son dictionnaire topographique du département rédigé en 1868 (concernant donc la Moselle dans ses anciennes frontières), Ernest de Bouteiller décrit comme suit : 
« Si vous tirez une ligne oblique du Nord Ouest au Sud Est, c'est-à-dire de Mont-Saint-Martin à Uckange, puis, en suivant, d'Uckange à Gros-Tenquin, le département sera partagé en deux moitiés, dont on peut dire que l'une, au Nord Est, est toute allemande et l'autre, au Sud 0uest, toute française. Il arrive parfois que deux villages, quoique voisins, se comprennent difficilement ou ne se comprennent pas du tout, et cette différence de langage a existé de temps immémorial ».
« Le patois parlé (roman), subsiste encore aujourd'hui dans les villages ; mais il tend chaque jour à disparaître, pour faire place à la langue française ».
« Dans l'arrondissement de Thionville, il existe un patois allemand dont les différences caractéristiques se rapportent à une langue particulière. Des mots propres qui ne se trouvent pas dans l'allemand ».

## Du Premier au Second Empire (1789-1871)

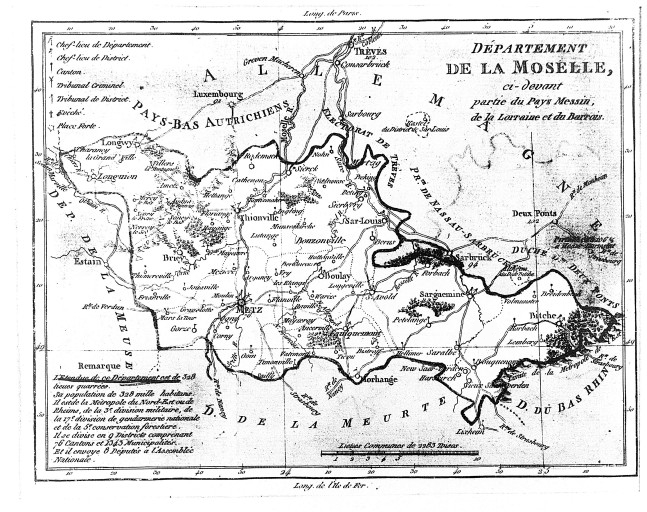
Carte de la Moselle, peu après sa création.

La Moselle est l'un des 83 départements créés à la Révolution française, le 4 mars 1790 en application de la loi du 22 décembre 1789, à partir notamment de la partie nord de la Province de Lorraine. L'un de ses premiers préfets fut le comte de Vaublanc de 1805 à 1814. Neuf districts: Metz, Bitche, Boulay, Briey, Longwy, Morhange, Sarreguemines, Sarrelouis et Thionville.
En mars 1793, il restait encore dans le département plusieurs enclaves étrangères : Manderen, Hundling, Rouhling, Lixing, Zetting et Dieding. Concernant les communes de Bouquenom et de Sarrewerden, qui faisaient partie du département de la Moselle dès sa création, elles furent réunies au Bas-Rhin dès l'automne 1793. Le comté de Créhange est intégré de facto au département en 1793, puis de jure en 1801 via le traité de Lunéville.
Le département connaît diverses rectifications mineures de territoire durant la Révolution et l'Empire. Une modification majeure intervient par les traités de Paris de 1814 et de 1815 (voir : Canton de Relling, Canton de Sarrelouis, Canton de Tholey). Par le traité de 1815, la Moselle perd la ville de Sarrebruck et de ses environs, qui n'étaient rattachés à ce département que depuis le traité de 1814 ; ainsi que la ville de Sarrelouis et ses environs. 
Le département est alors divisé en quatre arrondissements : Metz (chef-lieu du département), Briey, Sarreguemines et Thionville. 
La convention du 23 octobre 1829 entre la France et la Prusse modifie une nouvelle fois la frontière Nord du département. Plus tard, en 1833, la commune d'Obersteinbach est transférée au Bas-Rhin.
La première moitié du XIXe siècle est marquée par les épidémies de choléra, cela principalement dans l'Ouest mosellan.

## Sous l'Empire allemand (1871-1919)
La Moselle disparaît le 18 mai 1871, à la suite du traité de Francfort par lequel le nouvel Empire allemand, proclamé le 18 janvier précédent dans la galerie des glaces du château de Versailles, en annexe la plus grande partie, ainsi qu'une portion du département de la Meurthe et des Vosges. Seul l'extrême-ouest de la Moselle -l'actuel arrondissement de Briey- reste français et forme, avec les arrondissements du département de la Meurthe restés français, le nouveau département de Meurthe-et-Moselle. Les territoires devenus alors allemands comprennent non seulement la partie germanophone de la Lorraine, avec Thionville, Boulay, Sarreguemines et Sarrebourg, dont les habitants parlent le platt, mais encore des régions où l'on parle français, comme le Pays messin ou le Saulnois (sauf le canton d'Albestroff). Les arrondissements existants depuis 1800 sont redécoupés, et l'on crée le district de Lorraine (Bezirk Lothringen), correspondant à l'actuel département de la Moselle. Il forme avec l'Alsace, l'Alsace-Lorraine (Elsaß-Lothringen), avec Strasbourg pour chef-lieu. De là est né le mythe des provinces perdues, correspondant en fait à cette nouvelle terre d’Empire, ou Reichsgebiet, dont les traces subsistent dans le statut particulier de l'Alsace-Moselle. 

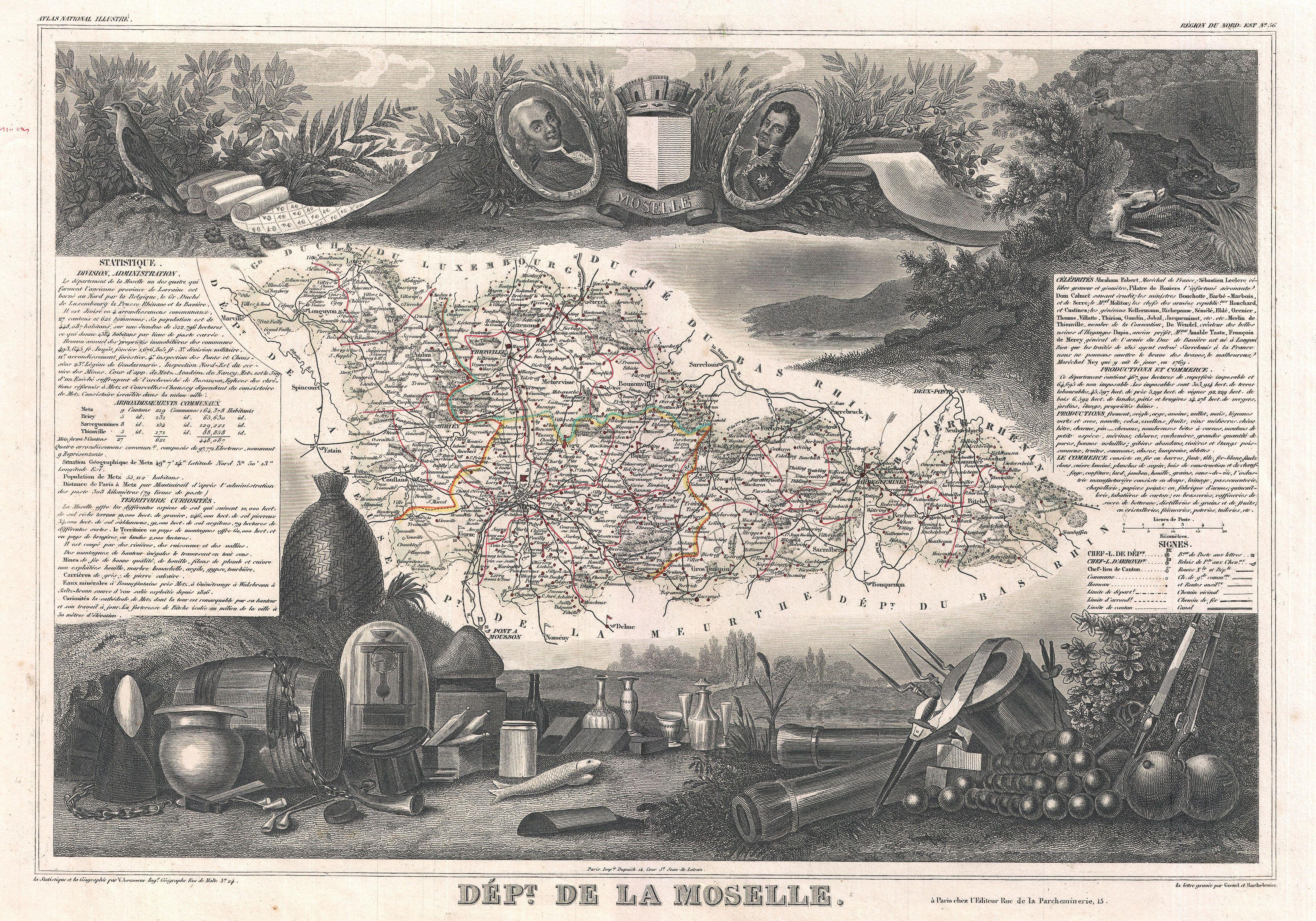

Redécoupage des frontières départementales à la suite de l'annexion de 1871.

## Première Guerre mondiale
Le 28 juin 1914, l’archiduc François-Ferdinand d'Autriche est assassiné par un fanatique bosniaque. Des officiers serbes semblent compromis dans l’attentat. Le 28 juillet, après un ultimatum, l’Autriche-Hongrie attaque donc la Serbie, alliée de la Russie. L’engrenage des alliances s’enclenche. Le 1er août 1914, après un ultimatum, l’Allemagne déclare la guerre à la Russie, puis à la France, le 3 août 1914. Le Luxembourg et la Belgique, pays neutres, sont envahis par l’Allemagne. Le lendemain, la Grande-Bretagne entre dans le conflit aux côtés de la France et de la Russie. Alliée de l’Autriche-Hongrie, l’Italie déclare qu’elle n’interviendra pas. Si 3 000 Alsaciens-Lorrains incorporables fuient l'Alsace-Lorraine avant la mobilisation, pour s’engager dans l’armée française, des milliers d’autres se portent volontaires dans l’armée allemande. L’écrasante majorité des Alsaciens-lorrains répond sans état d’âme à l’ordre de mobilisation du Kaiser. Les Mosellans sont donc incorporés dans les troupes allemandes et se battent pour l'Empire allemand. 
Entre 1914 et 1918, si 18 000 Alsaciens et Mosellans s'engagent dans l'Armée française ou désertent pour la rejoindre, 380 000 Alsaciens-Lorrains, soit plus de 95 % des conscrits, se battent loyalement pour l'Empire jusqu’à la fin de la guerre, souvent jusqu'à l'ultime sacrifice. Leurs tombes sont aujourd'hui entretenues par le Volksbund Deutsche Kriegsgräberfürsorge. Ceci explique la spécificité des monuments aux morts du département qui ne portent souvent que l'inscription lapidaire « À nos morts » en lieu et place du traditionnel « Morts pour la France ». Durant le conflit, l'esprit de revanche, que nourrissait la perte de l'Alsace-Lorraine au sein de la population française et de sa classe politique, exalte en France un sentiment profondément germanophobe, qui subsistera après guerre, suscitant un sentiment d'incompréhension chez les Mosellans, et un certain malaise chez les anciens combattants.

## Entre-deux Guerres
Entre l'armistice du 11 novembre 1918 et la promulgation du traité de Versailles le 10 janvier 1920, la Moselle est juridiquement un territoire sous occupation de l'armée française. Quand en 1919, le traité de Versailles rendit à la France les territoires lorrains perdus au traité de Francfort, on ne reconstitua pas les anciens départements, mais le district de Lorraine devint le "nouveau" département de la Moselle, conservant les anciens arrondissements de Boulay-Moselle, Forbach, Metz, Sarreguemines et Thionville et ceux de Château-Salins et Sarrebourg, qui avant 1871 appartenaient à la Meurthe. Le département de Meurthe-et-Moselle resta inchangé, conservant l'arrondissement "mosellan" de Briey.
La géographie de ces départements n'a pas été modifiée après le traité de Versailles, car les trois départements annexés, constituant l'Alsace-Moselle, jouissent de particularités locales. Certaines  sont dues au fait que certaines lois de la République française ( dont la loi de séparation des Églises et de l'État) qui ont été votées dans la « France de l'intérieur » pendant la période allemande, n'y sont pas appliquées. D'autres proviennent de lois allemandes jugées plus avantageuses pour les citoyens. Les élus Alsaciens et Mosellans n'entendaient pas qu'un rattachement à la France leur fasse perdre des avantages acquis (sécurité sociale, législation associative, rémunération des cultes par l'État, jours fériés,... ). En acceptant un compromis sur ces questions la France entendait rassurer la Société des Nations, éviter un référendum sur l'avenir des territoires et se concilier  la population de l'Alsace et de la Lorraine. En Alsace et en Moselle, on bénéficie ainsi de jours fériés supplémentaires (Vendredi saint et Saint-Étienne, lendemain de Noël), par rapport au reste de la France. 
Parfois aussi des normes techniques produisent en Alsace-Moselle des spécificités plus étonnantes: pour éviter une refonte du réseau ferroviaire les trains circulent à droite comme en Allemagne, alors que dans le reste de la France, ils circulent à gauche.
Dans l'entre-deux-guerres, la Moselle reste traumatisée par les déchirures de la guerre et les dommages collatéraux des nationalismes. Les intellectuels mosellans réagissent diversement au rattachement de la Moselle à la France. Certains s’engagent sur la voie d’un nationalisme pro-français, revanchard et cocardier. D’autres s’engagent sur la voie de revendications autonomistes.  D’autres encore, comme Adrienne Thomas, Polly Maria Höfler, Ernst Mungenast ou Alfred Pellon, hésitent entre un pacifisme sincère, mais naïf, et un régionalisme culturel identitaire. Ces mouvements, plus ou moins autonomistes, seront ensuite largement exploités par les nazis. 

## Seconde Guerre mondiale
Lors de la Seconde Guerre mondiale, les départements de la Moselle, du Bas-Rhin et du Haut-Rhin sont annexés de facto au Reich allemand, entre 1940 et 1945. L'annexion de la Moselle par l'Allemagne nazie, qui considère la région comme une terre allemande, est d'autant plus brutale. La Moselle, ou CdZ-Gebiet Lothringen, est alors intégrée au Gau Westmark. 
Dès la déclaration de guerre le 3 septembre 1939, près de 30 % du territoire de la Moselle se trouve entre la Ligne Maginot et la frontière allemande. 302 732 personnes, soit 45 % de la population du département, sont évacuées pendant le mois de septembre 1939 vers des départements du Centre et de l'Ouest de la France, essentiellement la Charente, la Charente inférieure, la Vienne, la Haute-Vienne et enfin la Haute-Loire qui accueillent les mineurs. L'ordre d'évacuation pour les villages frontaliers comme Oberdorff est donné dès le 1er septembre. Parmi les quelque 300 000 évacués, 200 000 reviendront après la défaite. De la déclaration de guerre de la France à l'Allemagne le 3 septembre 1939, à juin 1940, la « drôle de guerre » donne l’illusion à la France qu’elle tiendra ses positions grâce à la ligne Maginot et à la vaillance de ses troupes, et qu'elle obtiendra la victoire, comme en 1918. En juin 1940, l’entrée des troupes allemandes dans les villes de Moselle marque le début d’une répression brutale, dont les Mosellans ne se relèveront qu’en 1945. 
Le Gauleiter Josef Bürckel prend ses fonctions le 7 août 1940 à Sarrebruck, en tant que nouveau chef de l'administration civile allemande en Moselle. Le « CdZ-Gebiet Lothringen » remplace officiellement le département de la Moselle. Le 8 août 1940, le préfet Bourrat est expulsé de ce nouveau « territoire allemand ». Les Messins résistent en silence et organisent une manifestation patriotique, place Saint-Jacques à Metz : la statue de Notre-Dame est fleurie aux couleurs tricolores. Les autorités allemandes réagissent immédiatement et expulsent le lendemain l'évêque de Metz, Mgr Heintz. Des milliers de Messins, fonctionnaires, patriotes, ou anciens militaires, sont à leur tour expulsés. 
Les Mosellans étant majoritairement opposés à l'annexion de fait, 60 000 Mosellans francophiles jugés « indésirables » sont expulsés vers la France, du 11 au 21 novembre 1940. Le 30 novembre, la Moselle est réunie à la Sarre et au Palatinat pour former une nouvelle province allemande, le Gau Westmark. Conscient du ressentiment des Mosellans, le Führer Adolf Hitler ne fera pas de long discours à la population civile, lors de sa venue à Metz, le jour de Noël, 25 décembre 1940. Hitler se contentera de rendre visite à la 1re division SS, stationnée dans le secteur de Metz depuis août 1940, passant la nuit du 25 au 26 décembre à l'Hôtel des minesde l'avenue Foch, en compagnie de Sepp Dietrich et des cadres de cette unité. Le lendemain 26 décembre 1940, après avoir passé en revue ses troupes d'élite, Hitler leur fit un discours, et se rendit dans l'après-midi à Sarrebourg, puis à Lutzelbourg, où il fut reçu vers 17 h à l’hôtel des Vosges, pour fêter Noël avec les hommes du 125e régiment d'infanterie. 
Le 25 janvier 1941, un appel veut inciter les Mosellans à entrer dans l’organisation des Hitlerjugend. La nazification des esprits est érigée en priorité. Les Bund Deutscher Mädel (BDM) recrutent activement dans les écoles mosellanes. Le ministre de l'Éducation et de la Propagande du Reich, Joseph Goebbels, se déplace en personne à Metz en 1941, pour visiter les locaux du Metzer Zeitung, un journal de propagande incitant les Mosellans à adhérer aux organisations nazies. Pour échapper à cette pression quotidienne, 6 700 optants émigrent vers la France entre le 6 avril et le 3 mai 1941. 
La répression policière se fait plus brutale ; les premières condamnations prononcées par le tribunal spécial de Metz tombent le 20 avril de la même année. Le 23 avril 1941, le décret d'incorporation des Mosellans, garçons et filles de 17 à 25 ans, dans le Reichsarbeitsdienst (RAD) est publié en Moselle. 
Alors que la Hitlerjugend devient obligatoire pour les jeunes mosellans le 4 août 1942, une ordonnance instituant le service obligatoire dans la Wehrmacht pour les Mosellans est promulguée le 19 août 1942. Dix jours plus tard, une seconde ordonnance, portant sur l'octroi de la nationalité allemande à l'ensemble des Mosellans, rend applicable l'incorporation des jeunes gens dans l'armée allemande, les futurs « Malgré-nous ». Les classes 1920-1924 sont immédiatement appelées sous les drapeaux. Tous les habitants de l'Alsace-Moselle annexée au IIIe Reich savaient comment Hitler, et les nazis, avaient anéanti en Allemagne toute opposition au régime. Refuser la nazification était donc suicidaire. 
Pourtant, certains choisissent de s'engager dans la résistance. Plus de 10 000 patriotes ou résistants à l'annexion sont expulsés de leurs foyers et transportés, par la Gestapo, en Silésie, en Pologne, ou dans les Sudètes, entre le 12 et le 28 janvier 1943. Ces familles d’agriculteurs, de travailleurs ruraux ou de mineurs, sont ainsi contraintes d’enrichir le Reich, sans espoir de retour.
Pourtant, les Mosellans continuent de se rebeller et le train qui conduit les recrues du RAD, de Sarrebourg à Sarreguemines, est mis à sac, le 18 février 1943. Le 12 mai 1943, l’arrestation des passeurs du réseau de Rehtal allonge la liste des condamnations. Preuve de la révolte contre l’occupant nazi, 1 250 incorporables mosellans, ayant déjà servi dans l'armée française, se rebellent à Sarreguemines le 25 juin 1943.
Le 20 septembre 1943, le chef du réseau Mario, Jean Burger, est arrêté. Pour faire face à l’insoumission, ou aux désertions des Mosellans, une ordonnance consacre la responsabilité collective du « clan », en cas de défaillance d'un appelé, le 1er octobre 1943. L’insoumis expose donc maintenant sa famille à des représailles implacables. La répression se faisant plus brutale encore, le fort de Queuleu devient un camp d'internement en octobre 1943 et le camp de Woippy ouvre le mois suivant, en novembre 1943. Le 15 décembre de la même année, les membres du groupe Derhan sont à leur tour arrêtés.
À l’été 1944, la roue du destin tourne en faveur des Alliés et des Mosellans. Les résistants Alfred Krieger et son adjoint Scharff en profitent pour structurer les FFI dans la région. Le 17 août 1944, le fort de Queuleu est évacué dans la hâte. En septembre 44, la brigade Alsace-Lorraine est créée. Elle permet aux Mosellans de se battre pour leur pays. Alors que la bataille de Metz commence, le camp de Woippy est abandonné, le 1er septembre 44. Le 20 septembre, le Gauleiter Bürckel déclare la partie sud-ouest du CdZ-Gebiet Lothringen « zone des armées ». Il est par conséquent interdit de franchir une ligne allant d'Apach au Donon, et passant par Sierck, Courcelles, Faulquemont, et Sarrebourg. Le Gauleiter Bürckel se suicidera peu après, le 28 septembre 1944. Après trois mois de combats, la bataille de Metz prend fin. La ville est enfin libérée le 22 novembre 1944, après quatre ans d’annexion. Les combats se poursuivent alors à l'Est du département, puis durant tout l'hiver dans les secteurs de Forbach et de Bitche. .
Le bilan matériel de la période1944-1945 est très lourd. À partir du printemps 1944, les bombardiers américains se sont succédé par vagues au-dessus de la Moselle, faisant d’énormes dégâts collatéraux. Si les populations civiles furent durement touchées, les dégâts matériels furent plus grands encore. Les dévastations sont généralisées dans la vallée de la Seille, entre Dieuze et Metz, et au nord d'une ligne Forbach-Bitche. 23 % des communes de la Moselle furent détruites à plus de 50 %, et 8 % des communes le furent à plus de 75 %. Dans la seule journée du 9 novembre 1944, un total de 1 299 bombardiers lourds B-17 et B-24 déversèrent 3 753 tonnes de bombes, de 1 000 à 2 000 livres, sur les ouvrages fortifiés de la Moselstellung et les points stratégiques situés dans la zone de combat de la IIIe armée. Ce funeste ballet aérien ne prendra fin, au-dessus de la Moselle, qu’en mars 1945, lorsque le département sera entièrement libéré. L'épuration politique s'organise en Moselle. Fin décembre 1944, 150 allemands sont arrêtés dans le département et conduits au fort de Queuleu.

## Après-Guerre
Après la Seconde Guerre mondiale et la fin de l'annexion nazie de la Moselle et de l'Alsace, le département mosellan et les deux départements alsaciens retournent à la France. La Moselle intègre  la « région de programme de Lorraine » qui est créée en 1956  et qui est administrée par les préfets de la Moselle à partir de 1964. En 1972, l'académie de Nancy-Metz voit le jour, la Moselle est alors détachée de l'académie de Strasbourg dont elle faisait partie depuis 1919. En 1982, à la suite des lois Defferre sur la régionalisation, les régions obtiennent le statut de collectivité territoriale et le département de la Moselle fait partie de celle de Lorraine jusqu'en décembre 2015.

## XXIesiècle
À la suite de la réforme des régions, le département mosellan est inclus dans la région Grand Est depuis le 1er janvier 2016. À l'instar de sa voisine l'Alsace, et dans le cadre de la différenciation territoriale voulue par le président Emmanuel Macron, la Moselle a demandé en 2019 des compétences territoriales spécifiques. Après avoir travaillé sur un statut particulier de « Collectivité Européenne de Moselle », le 9 mai 2019, le département vote une demande de différenciation territoriale auprès de l'Etat français, qui prend le nom d'Eurodépartement Moselle. Cette nouvelle conception de l'action publique départementale prônée par les conseillers départementaux, est votée solennellement et à l'unanimité. Ce vote a lieu pendant la journée de l'Europe, en hommage au mosellan Robert Schuman, l'un des pères de l'Europe moderne. Pour souligner la symbolique européenne, le baptême de l'Eurodépartement se tient dans la maison de Robert Schuman, en présence du Ministre-président de la Sarre, Tobias Hans. 
La demande de différenciation territoriale du département de la Moselle se fonde sur ses spécificités géoéconomiques, culturelles et historiques . En effet, il représente le département le plus frontalier de France, en cumulant les caractéristiques suivantes : ses limites se forment avec deux pays de l'Union Européenne, il réunit les quatre cinquièmes des frontières françaises avec le Luxembourg, l'intégralité des frontières françaises avec le Land allemand de Sarre et le tiers des frontières françaises avec le Land allemand de Rheinland-Pfalz. Sur son territoire, on trouve des réalisations transfrontalières significatives comme le pays des trois-frontières, l'Eurodistrict SaarMoselle, le Parc naturel régional des Vosges du Nord/Pfälzerwald, le parc archéologique européen de Bliesbruck-Reinheim, etc. Comme ses voisins alsaciens, l'intégralité de ses frontières extérieures est située sur le bassin rhénan ; il possède, sur environ la moitié de son territoire, un patrimoine culturel germanophone historique. 
Le premier janvier 2021, les départements alsaciens ont obtenu satisfaction pour leur demande de différenciation territoriale. Pour la Moselle, l'Etat n'a pas encore donné sa réponse. La future loi de décentralisation en France, à savoir le projet de loi 3D en 2019 (décentralisation, différenciation, déconcentration), transformé en 4D en 2020 (+ décomplexification) est en toujours en cours d'élaboration.